# Дерик Браун
Дерик Пол Браун (енгл. Derrick Paul Brown; Оукланд, Калифорнија, 8. септембар 1987) је бивши амерички кошаркаш. Играо је на позицији крилног центра. 

## Биографија
Колеџ кошарку играо је на Зејвијер универзитету за екипу Зејвијер маскетирса у периоду од 2005. до 2009. године. На НБА драфту 2009. изабран је као 40. пик од стране Шарлот бобкетса са којима јула те године потписује двогодишњи уговор и где се задржава до фебруара 2011. Од марта 2011. био је играч Њујорк никса, да би се децембра исте године вратио у Шарлот бобкетсе, у чијим редовима је окончао сезону 2011/12. и забележио до тада најбоље статистике. 
Након неуспелог покушаја наставка НБА каријере у Сан Антонио спарсима, од октобра 2012. сели се у Европу и прикључује се руској екипи Локомотива Кубањ. Са овим клубом осваја Еврокуп 2012/13. Понео је и епитет најкориснијег играча месеца новембра 2013. у Евролиги. Након три сезоне са руским клубом, у јуну 2015. прелази у Анадолу Ефес. Играч Ефеса је био наредне три сезоне, и у том периоду је освојио Куп Турске 2018. године. У сезони 2018/19. је био без ангажмана. 
Крајем јуна 2019. године је потписао једногодишњи уговор са Црвеном звездом. Због проблема са повредама, Браун је у црвено-белом дресу наступио на само пет утакмица АБА лиге као и на и шест утакмице Евролиге. Последњу утакмицу је одиграо средином децембра 2019, а почетком фебруара 2020. је званично раскинуо уговор са клубом.

## Успеси

### Клупски
- Локомотива Кубањ:
  - Еврокуп (1): 2012/13.

- Анадолу Ефес:
  - Куп Турске (1): 2018.

### Појединачни
- Идеални тим Еврокупа — прва постава (1): 2014/15.
- Идеални тим Еврокупа — друга постава (1): 2012/13.
- Најкориснији играч месеца Евролиге: 2013/14. (1)